# At the Dark Gate from the Hidden Whiteness
At the Dark Gate from the Hidden Whiteness es el álbum debut the la banda de Depressive Black/Doom Metal chilena Fliegend, lanzado bajo el sello FunerART en Chile y Salute Records en Suecia. Esta vez disminuyeron un poco su influencia al Drone Doom que ejecutaron en el split By the Death Course Map We Are Looking for Our Agony, y le dan mucho más lugar al Black/Funeral Doom Metal y a diversas influencias más, siendo este disco bastante experimental. Aunque es un disco de aproximadamente 35 minutos, tuvo muy buenas críticas, y empezó a ser reconocida en la escena underground.

## Lista de canciones
| N.º | Título                       | Duración |  |
| 1.  | «Auf den Bäumen in dem Wald» | 02:40    |  |
| 2.  | «Nostalgia»                  | 06:04    |  |
| 3.  | «Desierto»                   | 05:45    |  |
| 4.  | «Recuerdos Sangrientos»      | 09:27    |  |
| 5.  | «Sombras»                    | 08:20    |  |
| 6.  | «Gehen zur Hölle»            | 04:53    |  |

## Créditos
- Psychopath - voz
- Malaquias - guitarra, bajo y Batería